# 6984 Lewiscarroll
A 6984 Lewiscarroll (ideiglenes jelöléssel 1994 AO) egy kisbolygó a Naprendszerben. Siozava Hitosi és Urata Takesi fedezte fel 1994. január 4-én.